# 多輻俯海鯰
多輻俯海鯰為輻鰭魚綱鯰形目海鯰科的其中一種，分布於東太平洋區，從瓜地馬拉至巴拿馬半鹹水域、海域，體長可達30公分，棲息在沿海、河口區，屬肉食性，生活習性不明，可做為食用魚。

## 擴展閱讀
維基物種上的相關：多輻俯海鯰